# Diplazium umbrosum
Diplazium umbrosum là một loài thực vật có mạch trong họ Woodsiaceae. Loài này được (J. Sm.) Bedd. miêu tả khoa học đầu tiên năm 1883.